# Ausra Fridrikas
Aušrelė "Ausra" Fridrikas, ursprungligen Miklušytė, även Žiūkienė, född 30 april 1967 i Varėna i dåvarande Litauiska SSR, är en sovjetiskfödd österrikisk handbollstränare och före detta handbollsspelare (vänsternia). Hon utsågs av IHF till Årets bästa handbollsspelare i världen 1999.

## Klubbkarriär
Med Vilniusklubben RSK Eglė vann Fridrikas IHF-cupen 1988. Hon började sin utlandskarriär i spanska CB Hernani och hamnade så småningom i Mar Valencia. Nästa klubb blev österrikiska Hypo Niederösterreich. Med Hypo vann hon från 1993 till 2000 det österrikiska mästerskapet och den österrikiska cupen. 1993, 1994, 1995, 1998 och 2000 blev laget också Champions League-mästare.
Fridrikas valde sedan att fortsätta karriären i Norge och spelade för Bækkelagets SK 2000–2002. Turen fortsatte till danska Slagelse FH. Med Slagelse FH vann hon EHF-cupen 2003 och Champions League 2004 och 2005. 2003 vann hon danska cupen med Slagelse och blev dansk mästare 2003 och 2005. 
Hon återvände till Österrike 2005 och spelade först för ZVH Wiener Neustadt, men från säsongen 2006/2007 igen för sin gamla klubb Hypo Niederösterreich. Med Hypo NÖ vann hon det österrikiska mästerskapet och cupen igen. 2007 avslutade Fridrikas sin spelarkarriär.

## Landslagskarriär
Ausra Fridrikas spelade först 165 landskamper för Sovjetunionen, sedan 86 matcher för Litauen och slutligen 133 för Österrike. Vid handbolls-VM 1990 blev Fridrikas världsmästare med det sovjetiska laget, med det österrikiska landslaget vann hon brons vid EM 1996 och vid VM 1999. Vid både VM 1999 och VM 2001 utsågs Fridrikas till "Mest värdefulla spelare" (MVP). Fridrikas deltog vid OS 2000 där han slutade på femte plats med det österrikiska laget.

## Tränarkarriär
Ausra Fridrikas tog över som tränare för Österrikes flicklandslag i oktober 2011 (födda 1996). Från 2015 till 2017 var hon tränare för det österrikiska flicklandslaget (födda 2000) och ledde projektgruppen 2020 Österrike fram till den 30 juni 2018. Från 2017 till slutet av 2019 arbetade hon som tränare i handbollsklubben SSV Dornbirn. Från sommaren till november 2020 tränade hon den tyska andradivisionsklubben TG Nürtingen. Från 2020 tränar hon A-ungdomarna i TuS Metzingen.

## Privatliv
Ausra Fridrikas var gift med den tidigare litauiska fotbollsspelaren Robertas Fridrikas och är mor till Lukas Fridrikas. 1995 fick hon österrikiskt medborgarskap.